# Anciens noms d'insectes
La classification actuelle repose sur la forme des ailes ("ptères").

## Ancien nom des Coléoptères
L'ancienne nomenclature reposait sur la forme des antennes ("cornes" dans le mot) :
- les clavicornes : "cornes" en forme de clé ;
- les lamellicornes : "cornes" en forme de lamelle, actuellement les scarabéidés ;
- les longicornes : "cornes" de longue taille (par exemple les capricornes), actuellement les cérambycidés.

## Orthoptères
- les ensifères : Sauterelles à longues antennes dites "porteuses de sabre", actuellement les tettigoniidés.